# Графіто-газовий ядерний реактор

Схема роботи графіто-газового ядерного реактора.

Графіто-газовий ядерний реактор (ГГР)  (англ. Gas-cooled reactor, GCR)— корпусний ядерний реактор, у якому сповільнювачем є графіт, теплоносієм — газ (гелій, вуглекислий газ тощо). У порівнянні з ВВР і ГВР, реактори з газовим теплоносієм найбезпечніші. Це пояснюється тим, що газ практично не поглинає нейтронів, тому зміна вмісту газу в реакторі не впливає на реактивність.
У Великій Британії діє кілька АЕС з ГГР, тепло від яких відводиться вуглекислим газом. Оболонки ТВЕЛів і канали в ГГР виготовляють зі сплавів магнію, які слабко поглинають нейтрони. Це дозволяє використовувати як ядерне паливо природний і слабкозбагачений уран. Вуглекислий газ прокачують через реактор під тиском 10—20 атм. Його температура на виході — близько 400 °C. Питома потужність реактора становить всього 0,3—0,5 кВт/кг, тобто приблизно в 100 разів менша, ніж у ВВР і ГВР.
У вдосконалених ГГР оболонки зі сплаву магнію замінено оболонками з неіржавної сталі, а природний уран — діоксидом урану. Такі зміни в конструкції ТВЕЛа дозволили підвищити температуру вуглекислого газу на виході до 690 °C, питому потужність — приблизно в 3,5 раза, а ККД АЕС — до 40 %.